# Wendelas Vänner

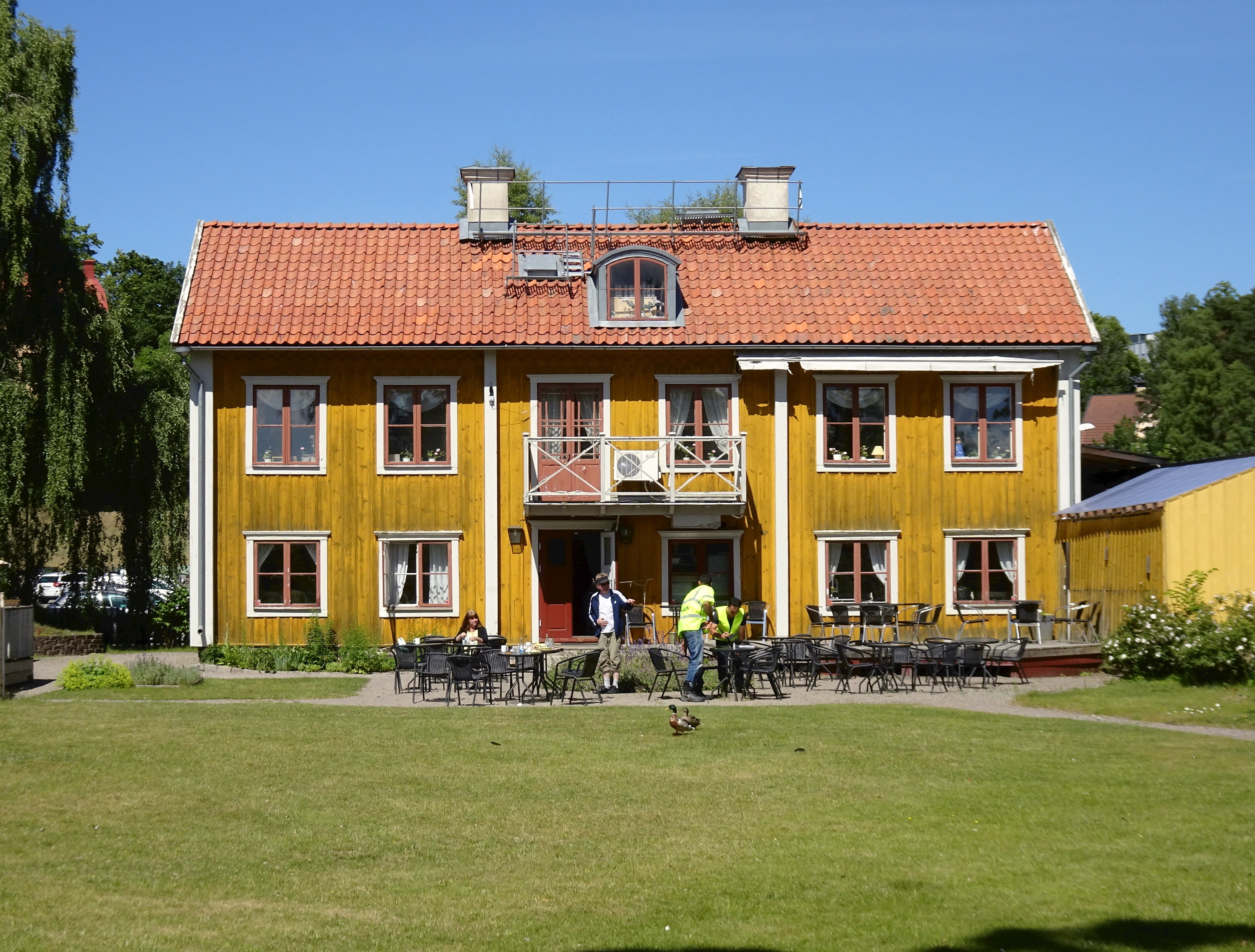
Wendela Hebbes hus 2017.

Wendelas Vänner är en ideell litterär förening som bildades 1983 i syfte att rädda Wendela Hebbes sommarhus i Snäckviken från rivning, vilket föreningen lyckades med. 
Wendela Hebbes hus flyttades sedan till Vänortsparken i centrala Södertälje, och öppnade i maj 1998 som ett författarmuseum.
Föreningens främsta mål är att sprida kännedom om de båda pionjärerna Wendela och Signe Hebbe. Föreningen ger även ut en medlemstidning med namnet WendelAvisan.